# Malvagia Strega dell'Ovest
La Malvagia Strega dell'Ovest, anche nota come la Strega Cattiva dell'Ovest è l'antagonista principale del romanzo per ragazzi Il meraviglioso mago di Oz, scritto da L. Frank Baum.

## La strega nel libro originale

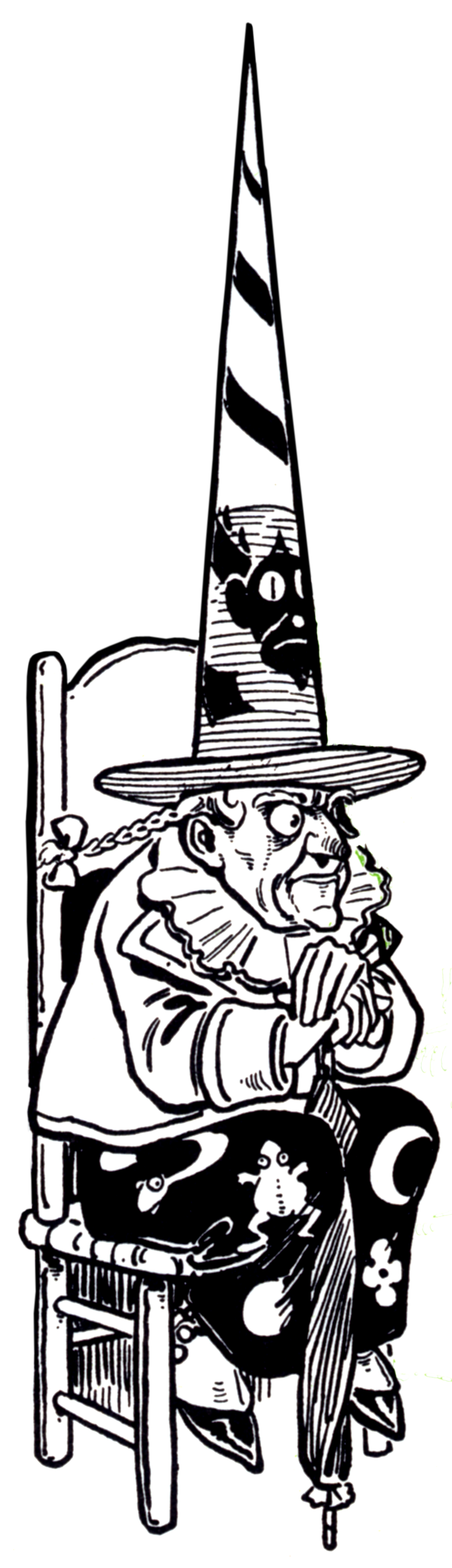
La strega in un'illustrazione originale del libro

Nel mondo di Oz vi sono quattro streghe, una per ogni punto cardinale. Le due streghe del Nord e del Sud sono buone, le due dell'Ovest e dell'Est sono cattive. La strega dell'Ovest vive in un enorme castello con bellissime stanze, sorvegliato da un esercito di mostri, fra i quali figurano un branco di terribili lupi, uno sciame di api, uno stormo di cornacchie e, soprattutto, le invincibili scimmie volanti che la strega riesce a sorvegliare grazie a un magico copricapo che può però utilizzare soltanto per tre volte (la prima volta aveva ordinato loro di conquistare la terra dei Winkie, dei quali è padrona, e la seconda volta di sconfiggere lo stesso mago di Oz che aveva tentato di cacciarla dal suo regno). La perfida strega, oltre a essere esperta nelle arti occulte, possiede un solo occhio, acuto come un cannocchiale. Nelle sue vene inoltre non scorre sangue e cammina sempre con un ombrello per paura di venir annientata dall'acqua, unica arma in grado di distruggerla per sempre.
Quando Dorothy e i suoi amici, per ordine del mago di Oz, muovono verso le sue terre per sconfiggerla, la strega spedisce contro di loro dapprima un branco di lupi, battuti dall'uomo di latta, poi lo stormo di cornacchie, distrutte dallo spaventapasseri, e infine uno sciame di api, anch'esse sconfitte dall'uomo di latta. La strega furiosa spedisce le armate dei Winkie contro di loro ma anch'essi sono messi in fuga. Costretta a usare la sua ultima arma, prende il copricapo magico ed evoca al suo cospetto le scimmie volanti, spedendole a catturare Dorothy e ad annientare i suoi amici. Esse obbediscono. Una volta catturata la ragazzina la strega la costringe a pulire le sue stanze, mentre tenta in tutte le maniere di sottrarle le sue scarpette d'argento. Riesce a prenderne una facendo inciampare la ragazzina ma, mentre si compiace per avere raggiunto il proprio obiettivo, Dorothy le getta accidentalmente addosso un secchio d'acqua. La strega terrorizzata comincia a liquefarsi fino a sparire in una poltiglia fangosa.

## La strega nei lavori successivi

### Cinema

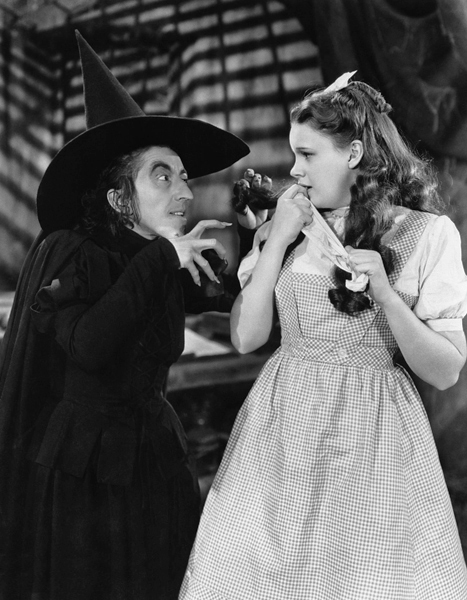
La Strega dell'Ovest (Margaret Hamilton) minaccia Dorothy nel film Il Mago di Oz, del 1939

Nel film del 1939, Il mago di Oz, la strega è interpretata da Margaret Hamilton e interpreta, in tema con il resto del cast principale, due personaggi: uno di Oz e uno del Kansas. A inizio film, interpreta la perfida Almira Gulch, una vecchia e ricca zitella che se la prende spesso e volentieri con i Gale, in particolare con il cagnolino di Dorothy. Dopo che Toto insegue il gatto di Gulch e la morde alla gamba nell'intento, la vecchia lo sequestra con l'intenzione di farlo abbattere, ma mentre si dirige al canile in bicicletta, Toto fugge. Quando poi Dorothy e Toto sono portati via dal tornado, fuori dalla finestra notano anche la signora Gulch che ancora pedala come se niente fosse, diventando poi una strega a cavallo di una scopa. Nei panni della strega dell'Ovest, raffigura più una classica strega: pelle verde, abiti neri con cappello a punta, la scopa volante e nessun occhio magico o mancante (limitandosi a spiare i protagonisti da una sfera magica). Quando i Succhialimoni acclamano Dorothy per aver ucciso la strega dell'Est, essa appare e tenta di prendersi le scarpette della sorella, ma questa compaiono ai piedi di Dorothy. La strega se ne va, promettendo che avrà le scarpette ad ogni costo. La strega poi appare per spaventare i protagonisti con una palla di fuoco e poi avvelenando un campo di papaveri che fa addormentare gli eroi. Quando poi il mago incarica i protagonisti di portare a lui la scopa della strega dell'Ovest, essa manda le sue scimmie volanti a rapire Dorothy e Toto e tenta di prendere le scarpe, ma protette dalla magia, la fulminano. La strega poi lascia la bambina da sola, promettendo di tornare a breve e ucciderla se non avrà arreso le scarpe, ma i suoi amici arrivano in tempo a liberarla, ma vengono poi seguiti dalla strega e il suo esercito e poi messi all'angolo. La strega quindi brucia lo Spaventapasseri e, nel tentativo di spegnerlo con un secchio d'acqua, bagna anche la strega, sciogliendola. Con la sua morte, i suoi scagnozzi celebrano l'appena trovata libertà e lasciando andare gli eroi. Della signora Gulch non è più fatta menzione quando Dorothy torna a casa, presumibilmente è stata portata via dal tornado.
Nel film Il grande e potente Oz del 2013, diretto dal regista Sam Raimi, è uno dei personaggi principali, di cui si raccontano le origini all'arrivo del mago nel regno di Oz. Nel film si chiama Theodora ed è interpretata dall'attrice statunitense Mila Kunis. All'inizio del film, Theodora è raffigurata come la "strega buona" che si innamora perdutamente del mago di Oz. A causa delle macchinazioni di sua sorella, Evanora, arriva a credere che Oz l'abbia tradita per Glinda, scoppiando in lacrime di dolore. Esasperata dal dolore morale e fisico (le lacrime hanno su di lei un effetto corrosivo bollendo, dati i suoi poteri legati al fuoco), Theodora chiede ad Evanora di toglierle la sofferenza e l'amore che prova per Oz. La sorella le offre una mela stregata, che trasforma la sventurata Theodora nell'orribile Strega dell'Ovest dalla pelle verde, privandola dei sentimenti positivi e facendola diventare una strega malvagia.
Durante la battaglia finale Theodora tenta di uccidere Oz e Glinda, ma viene sconfitta e costretta alla fuga. Oz cerca di convincerla a ritrovare il buono che è in lei, ma Theodora si trova a un punto di non ritorno, quindi ride sprezzante e fugge via. Nel film, è una ragazza piena di speranze: sognatrice e ingenua, si innamora di Oscar, con il desiderio di diventare sua Regina. Affascinante e seducente, nasconde grandi poteri magici legati alla potenza del fuoco. Diventerà la perfida Strega dell'Ovest, seminando terrore ovunque.
- In occasione del cinquantesimo anniversario del film del 1939 (e in effetti il disegno dei personaggi riprende molto quello del film), la DIC Entertainment ha prodotto un sequel in cui la strega viene riportata in vita dai suoi seguaci e si scontra nuovamente con Dorothy e i suoi amici.[1]
- La Strega Cattiva e il suo esercito di scimmie volanti sono uno dei tanti antagonisti provenienti da altri media franchise in LEGO Batman - Il film (2017).

### Televisione

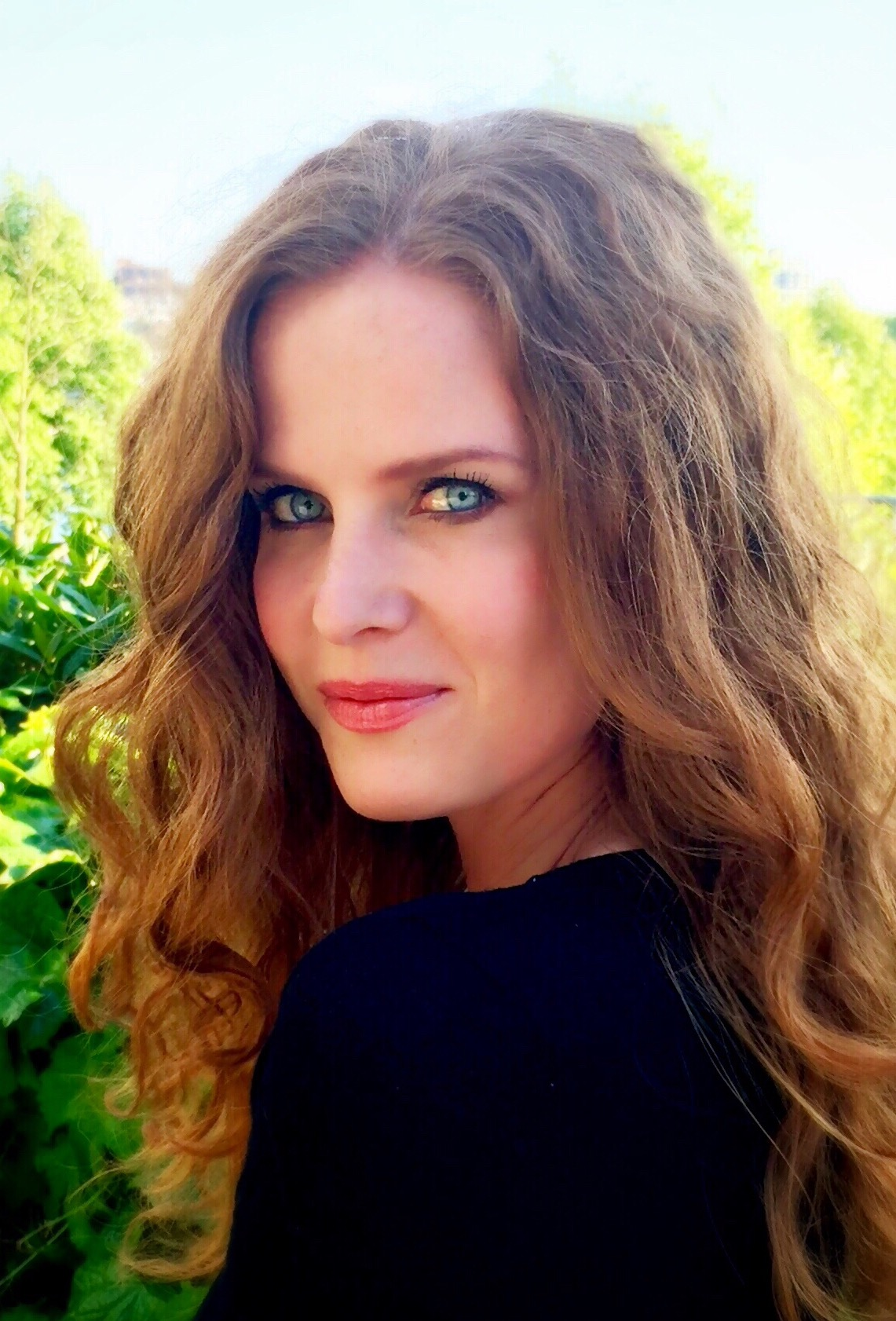
Rebecca Mader interpreta la Perfida Strega dell'Ovest in C'era una volta

Nella serie televisiva C'era una volta, Zelena debutta come antagonista della seconda parte della terza stagione, diventando poi un personaggio regolare dalla quarta, interpretata dall'attrice Rebecca Mader. Attraverso i flashback si viene a scoprire che è la primogenita illegittima di Cora (futura Regina di cuori), ingannata e poi abbandonata da un giovane e affascinante giardiniere di corte che si fingeva un principe per sedurre ignare fanciulle alle locande. Dopo avere concepito con lui una bambina Cora conobbe subito un vero principe, Leopold, che si innamorò di lei ed era disposto a sposarla a discapito della promessa sposa, la principessa Eva (la futura madre di Biancaneve). Cora venne però ricattata dal giardiniere di rivelare la verità se non gli venisse donato un po' dell'oro del castello. Eva, origliando la conversazione, riferisce il tutto a Leopold, il quale allontana Cora. Ritornata alla povertà, la donna mette al mondo una bellissima e sana bambina che poi abbandonerà perché le è di ostacolo alla sua brama di rivalsa sociale ed economica.
Poco dopo, un magico tornado verde ghermisce la bambina e la porta a Oz, dove viene trovata da una coppia di contadini che la battezzano con il nome di Zelena (verde). Il marito però ne ha paura poiché l'uomo scopre subito che la bimba ha poteri magici. Dopo molti anni in cui sono rimasti solo Zelena e il contadino, quest'ultimo, dopo avere assistito all'ennesima dimostrazione del fatto che la figlia possiede chiaramente la magia, non esita a giudicarla crudelmente "perfida" e a rivelare il fatto di averla adottata.
La ragazza, sconvolta ed esasperata, lo abbandona definitivamente e si reca dal Mago di Oz affinché possa aiutarla a scoprire le sue origini e a cercare una famiglia che le voglia bene. Il Mago le rivela le sue vere origini e che Cora ha messo al mondo una seconda figlia con il principe Henry, Regina (la Regina Cattiva) la quale è istruita dalla magia dal Signore Oscuro Tremotino. Invidiosa che la sorellastra abbia avuto una migliore vita, Zelena ottiene un paio di scarpe d'argento dal mago e si teletrasporta nella Foresta Incantata. Lì incontra Tremotino, il quale la istruisce nella magia, essendo lei adatta per i suoi piani poiché figlia di Cora, ma essendosi innamorata di lui (e il Sortilegio Oscuro che Tremotino vuole farle lanciare richiede il cuore della persona amata) la squalifica dal ruolo di sua pupilla, facendole anche notare che la sua invidia per Regina le sta facendo diventare la pelle verde. Furiosa, Zelena torna a Oz e se la prende con il Mago, scoprendo la sua natura di prestigiatore dotato di semplici mezzi magici, e lo trasforma in scimmia alata.
Questo attira le attenzioni delle streghe protettrici di Oz, che la fanno unire al loro circolo, dato che lei rispecchia il soggetto di una profezia in cui una bambina trasportata da un tornado libererà Oz da un grande male e prenderà il posto di Strega dell'Ovest. Zelena, inizialmente contenta di ciò (arrivando a perdere il suo colorito verde), assiste all'arrivo di un'altra candidata a tale ruolo: Dorothy, anch'essa giunta tramite tornado verde. Convintasi di essere lei il male della profezia, Zelena si fa riprendere dall'invidia e tenta di uccidere Dorothy, ma la ragazza cerca di proteggersi dalle sue palle di fuoco con l'acqua e Zelena ne approfitta per fingersi debole ad essa e si finge morta, poi si spaccia per il Mago e manda Dorothy a casa. In seguito, dopo essere anche sbarazzata della Strega del Nord Glinda, tenta di creare un incantesimo che le permetta di tornare indietro nel tempo e impedire che Cora l'abbandoni. Per farlo necessita degli elementi che rappresentano le streghe di Oz: Amore, Intelligenza, Coraggio e Innocenza. Mentre tenta la sua prima versione dell'incantesimo, Dorothy fa ritorno a Oz per sventare il suo piano e la strega incontra anche Ade, che la corteggia poiché innamorato, ma credendo che la stia usando per sfruttare sia il bacio di vero amore per ritornare ad avere un cuore battente che il viaggio nel tempo per vendicarsi di Zeus, Zelena lo respinge.
Zelena fa poi ritorno alla Foresta Incantata dove, in assenza di sua sorella (ancora nel mondo senza magia dopo aver lanciato il Sortilegio Oscuro), le occupa il castello. Quando il Sortilegio viene annullato, Regina si ritrova faccia a faccia con Zelena, che le rivela il suo piano. Sapendo che non possono fare niente da soli contro lei, Regina, Biancaneve e il Principe Azzurro decidono di lanciare un secondo Sortilegio per contattare Emma e chiedere il suo aiuto, ma Zelena altera il Sortilegio e quando ritornano tutti al mondo senza magia, nessuno ricorda il perché. Zelena intanto ottiene finalmente gli ingredienti del suo incantesimo e riesce quasi a lanciarlo, ma viene fermata da Regina, che ha ora imparato ad usare la magia bianca. Tremotino, per vendicarsi della morte del figlio, avvenuta per mano sua, la uccide, ma preventivamente, lo spirito Zelena abbandona il suo corpo e attiva il portale del tempo nel quale Emma e Uncino finiscono e, tornanti nel presente con Marian (che al loro arrivo era condannata a morte), lo spirito di Zelena uccide Marian e si sostituisce a lei. Con sua enorme fortuna, Zelena scopre che Robin Hood si ritiene ancora legato a sua moglie per il sacro vincolo del matrimonio, nonostante era intenzionato ad avere una relazione con Regina e riesce così a rovinare la vita si sua sorella e a rimanere incinta di Robin. Quando il tutto viene poi rivelato, Zelena viene imprigionata e tenta più volte di mettere i bastoni tra le ruote di sua sorella, imparando però tramite l'istinto materno a migliorare la sua persona ed eventualmente a fare pace con sua sorella, trovando poi comune conforto quando entrambi i loro amori (rispettivamente Robin e Ade) muoiono.

### Romanzi

Illustrazione originale di Dorothy che sconfigge la strega

Nel romanzo revisionista Strega: Cronache dal Regno di Oz in rivolta di Gregory Maguire e nel musical Wicked tratto da esso, la strega si chiama Elphaba e non è proprio malvagia, anzi, è una giovane ragazza dal buon cuore isolata dal mondo per il color verde della sua pelle e per la sua volontà di salvare gli animali parlanti dalla piaga che li sta trasformando in normali animali muti. Gli animali parlanti vengono visti come una minaccia al potere in quanto animali e non umani e per questo non degni di possedere la parola. Ogni volta che tenta di fare una buona azione viene additata come un mostro e non creduta.
È la sorella di Nessa, la malvagia Strega dell'Est (chiamata così non tanto perché pratichi la magia a differenza della sorella, ma perché pazza d'amore per il giovane Boq ha oppresso il popolo di cui era governatrice), e la fidanzata del principe Fiyero (altro avversario politico del mago) che sarà poi trasformato nello spaventapasseri. Alla fine si scopre che la strega è la figlia illegittima del mago di Oz. Alla fine con uno stratagemma fa credere a tutti, anche alla sua amica Glinda, di essere morta, in modo da potere fuggire con il suo amore Fiyero e vivere lontano dal regno di Oz per potere stare con il suo amato senza timore per la propria vita o timore dei giudizi negativi delle persone a causa del suo aspetto. Essa è il personaggio buono, insieme a Glinda, del romanzo e del musical.